# JAS-minnet

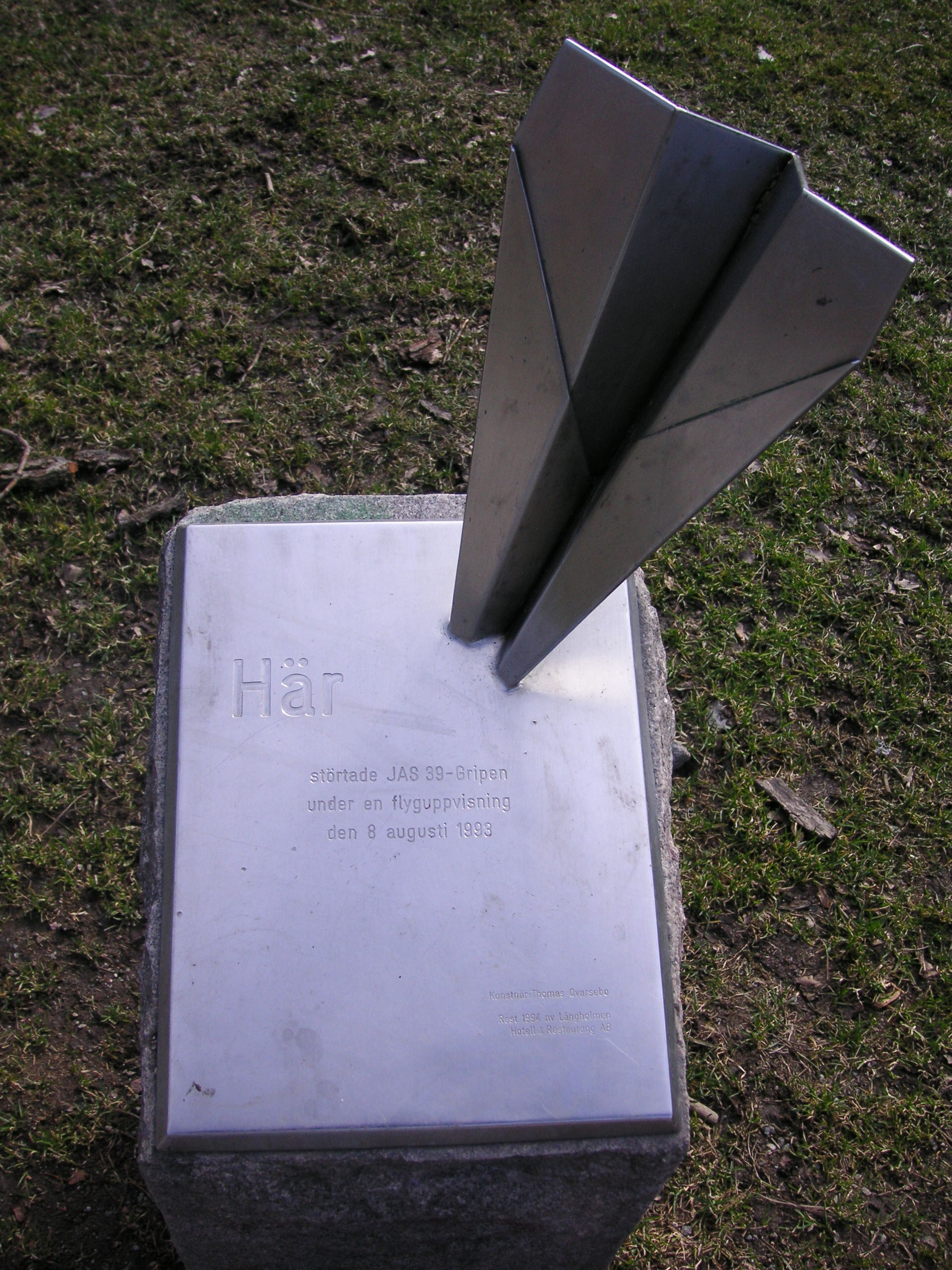
JAS-minnet 2008.

JAS-minnet är en skulptur på Långholmen i Stockholm, som skapades av konstnären Thomas Qvarsebo och restes 1994. Skulpturen bekostades av ett hotell på Långholmen. Verket påminner om haveriet av en Jas 39 Gripen den 8 augusti 1993 vid flyguppvisningen under Vattenfestivalen.
Det var en dramatisk händelse som bevittnades av tusentals åskådare. Piloten Lars Rådeström tappade kontrollen över planet, sköt ut sig med raketstol och klarade sig oskadd. Planet, ett av de första som levererats till flygvapnet, slog ner på Långholmen intill Västerbron, tog eld och totalförstördes. En person på marken fick brännskador. Händelsen satte stopp för vidare flyguppvisningar i samband med Vattenfestivalen.
JAS-minnet står på haveriplatsen, strax nedanför Västerbrons södra landfäste. Skulpturen är utförd i rostfritt stål och föreställer en papperssvala med spetsen i marken. På sockeln finns en inskription som lyder: “Här störtade JAS 39-Gripen under en flyguppvisning den 8 augusti 1993”. Intill olycksplatsen fanns under många år ett träd som bar spår av branden och hettan som uppkom i samband med haveriet. Trädet togs ned 2011.